# Colombièr de Bogin
Colombier-le-Cardinal és un municipi francès situat al departament de l'Ardecha i a la regió d'Alvèrnia-Roine-Alps. L'any 2007 tenia 257 habitants.

## Demografia

### Població
El 2007 la població de fet de Colombier-le-Cardinal era de 257 persones. Hi havia 88 famílies de les quals 19 eren unipersonals (15 homes vivint sols i 4 dones vivint soles), 23 parelles sense fills i 46 parelles amb fills.
La població ha evolucionat segons el següent gràfic:
Habitants censats

### Habitatges
El 2007 hi havia 99 habitatges, 94 eren l'habitatge principal de la família, 3 eren segones residències i 2 estaven desocupats. 98 eren cases i 1 era un apartament. Dels 94 habitatges principals, 83 estaven ocupats pels seus propietaris i 11 estaven llogats i ocupats pels llogaters; 2 tenien dues cambres, 4 en tenien tres, 17 en tenien quatre i 71 en tenien cinc o més. 74 habitatges disposaven pel capbaix d'una plaça de pàrquing. A 22 habitatges hi havia un automòbil i a 64 n'hi havia dos o més.

### Piràmide de població
La piràmide de població per edats i sexe el 2009 era:
| Homes | Edats   | Dones |
| ----- | ------- | ----- |
| 0     | 95 o +  | 0     |
| 0     | 90 a 94 | 0     |
| 0     | 85 a 89 | 0     |
| 0     | 80 a 84 | 0     |
| 0     | 75 a 79 | 8     |
| 4     | 70 a 74 | 0     |
| 4     | 65 a 69 | 8     |
| 8     | 60 a 64 | 0     |
| 8     | 55 a 59 | 8     |
| 4     | 50 a 54 | 4     |
| 8     | 45 a 49 | 8     |
| 24    | 40 a 44 | 16    |
| 0     | 35 a 39 | 4     |
| 12    | 30 a 34 | 12    |
| 4     | 25 a 29 | 8     |
| 0     | 20 a 24 | 0     |
| 28    | 15 a 19 | 0     |
| 16    | 10 a 14 | 0     |
| 8     | 5 a 9   | 4     |
| 4     | 0 a 4   | 12    |

## Economia
El 2007 la població en edat de treballar era de 179 persones, 123 eren actives i 56 eren inactives. Les 123 persones actives estaven ocupades(68 homes i 55 dones).. De les 56 persones inactives 16 estaven jubilades, 25 estaven estudiant i 15 estaven classificades com a «altres inactius».

### Ingressos
El 2009 a Colombier-le-Cardinal hi havia 97 unitats fiscals que integraven 268,5 persones, la mediana anual d'ingressos fiscals per persona era de 18.973 €.

### Activitats econòmiques
Dels 4 establiments que hi havia el 2007, 2 eren d'empreses de construcció, 1 d'una empresa de transport i 1 d'una empresa immobiliària.
L'únic servei als particulars que hi havia el 2009 era un electricista.
L'any 2000 a Colombier-le-Cardinal hi havia 14 explotacions agrícoles que ocupaven un total de 333 hectàrees.

## Equipaments sanitaris i escolars
El 2009 hi havia una escola elemental integrada dins d'un grup escolar amb les comunes properes formant una escola dispersa.

## Poblacions més properes
El següent diagrama mostra les poblacions més properes.